# David Rivault de Fleurance
Pour les articles homonymes, voir Rivault.
David Rivault de Fleurance (orthographié à tort David Rivault de Flurance, ou encore David Rivault),, seigneur de Fleurance, né en 1571, probablement à La Cropte, près de Laval, ou dans les environs, et mort en janvier 1616 à Tours, est un homme de lettres et mathématicien français.

## Biographie

### Origine
Il est le fils de Pierre Rivault seigneur de la Rallais marié en 1550 à Madeleine Gaultier ; né probablement au château de la Cropte en Mayenne.
Il est sans doute apparenté avec Pierre Rivault de Flurence, gentilhomme ordinaire de la Chambre du Roi, Maître des Eaux et Forêts de la Mayenne. 
Le 10 octobre 1614 David Rivault et son frère Gabriel obtiennent du roi Louis XIII une lettre faisant valoir leurs droits à la noblesse

### Éducation
Il reçut une éducation soignée, et, fut élevé, dit-on, parmi les familiers du comte de Laval. Après avoir terminé ses études, embrassa le parti des armes. Tout jeune, il écrivit le Fâché amoureux dont on ne connait que le titre mentionné par son auteur.

### L'Italie
Le désir d'acquérir de nouvelles connaissances le conduisit en Italie et en Sicile. Outre les mathématiques, qu'il avait étudiées avec soin, il possédait le grec, le latin et les langues orientales. Pendant qu'il était à Rome, il acquit des manuscrits arabes, entre autres un recueil de proverbes d'Abou-Obaïd et un dictionnaire arabe, qu'il fit traduire en latin par un maronite. Il communiqua ensuite cet ouvrage à Isaac Casaubon, qui pria Erpenius de le publier. Rivault est qualifié dans la préface : 

« Vir clarissimus et doctissimus, linguarum orientalium valde studiosus »

### La Hollande
A Paris, où il était de retour en 1599, il publia le Discours du point d'honneur. Claude d'Expilly fait allusion, à la fin de son 30e plaidoyer au sentiment de Rivault de Flurence. Rivault fit un voyage en Hollande vers la fin de 1602, et il alla à Leyde voir Scaliger avec lequel il s'entretient d'astronomie.

### Les armes à feu
L'amitié de Casaubon, bien en cour, contribua beaucoup sans doute à l'avancement de Rivault. Le 20 novembre 1603, il fut nommé par Henri IV gentilhomme de la chambre du roi. Pour prouver sa reconnaissance au roi, il étudia la question des armes à feu, et publia à Paris en 1605, Les elemens de l’artillerie concernans tant la theorie que la pratique du canon.

### En Hongrie, avec Guy XX de Laval
Le 29 août 1605, il accompagna en qualité de résorier le jeune comte de Laval, qui se rendait en Hongrie, pour y servir comme volontaire dans les armées de l'Empereur. Le comte fut tué par les Turcs devant Comorn le 3 décembre 1605 ; et Rivault, qui combattait près de lui, fut blessé de deux coups de cimeterre et d'un coup de hache. Il ramena le corps de son protecteur à Laval, et profita des loisirs que lui laissait la paix pour se livrer à la culture des sciences.

### Voyage au Levant
David Rivault s'embarquait de nouveau à Marseille, en 1608, pour le Levant, visitait les mers d'Orient, combattait contre les Turcs par mer et par terre, courait plusieurs risques en diverses sortes.

### Académie des humoristes
Il fit un second voyage à Rome en 1610[réf. nécessaire], et fut admis à l'Académie des Humoristes. Le jour qu'il vint y prendre séance, le 28 février, il prononça un discours latin de réception dédié à Jean Zamet : Minerva annota, sive De conjungendis litteris et armis, qui fut imprimé (Rome, 1610, in-8°).

### Précepteur de Louis XIII
De retour à Paris, il fut nommé sous-précepteur de Louis XIII et son professeur de mathématiques, avec un traitement de trois mille livres par brevet du 28 avril 1611. Les mémoires de la cour nous le montrent assidu à ses fonctions.
Il succéda le 4 novembre 1612 à Nicolas Lefèvre dans la charge de précepteur en chef du jeune roi,. Le 4 août 1612, il obtint le titre de conseiller d'État et privé.

### Précurseur de l'Académie française
À cette époque, Rivault propose d'établir une académie qui s'étendrait à toutes les sciences, excepté la théologie, sur le modèle de celles qu'il avait vues en Italie. Il en dressa les statuts et prononça le discours d'ouverture. 
Il a obtenu une première réunion au Louvre, dans laquelle il prononça un discours propre, selon lui, à déterminer les invités à se déclarer membres de l'association. Cette idée pourtant n'a pas de suite immédiate. Mais un peu plus tard, plusieurs beaux esprits prennent l'habitude de se réunir périodiquement chez l'un d'eux pour s'entretenir de leurs études, se soumettre mutuellement leurs ouvrages et critiquer ceux des autres.  
Il prépara la voie à Richelieu et l'Académie française. Avec le concours de M. Chaumont, sous-précepteur, du Père Cotton, qui assiste à toutes les leçons, et du nonce Ubaldini, il met dans l'éducation du roi l'esprit de suite qui jusque-là avait fait défaut.

### Mise à la retraite
C'est un accès de colère de Louis XIII pour un sujet futile et le sentiment de sa propre dignité qui motivent la retraite de Rivault de Fleurance. L'élève royal a un chien qu'il aime beaucoup. Cet animal incommode souvent Rivault pendant qu'il donne ses leçons, et le 2 mars 1614, pour s'en débarrasser, il lui donne un coup de pied. Le roi s'emporte contre Rivault au point de le frapper. Celui-ci présente sa démission et quitte la cour. Il se réconcilie cependant avec le roi, qui l'anoblit lui et son frère Gabriel et qu'ils se marient[pas clair] [qui lui promet, dit-on, un évêché]. La publication des œuvres d'Archimède avec traduction, notes et prolégomènes et les commentaires d'Eutoce d'Ascalon, est l'œuvre de sa retraite. Il dédie son livre à son élève.
Il a accompagné jusqu'à la frontière à Bayonne, Elisabeth, mariée au roi d'Espagne, dont la sœur Anne d'Autriche, devenait reine de France. En revenant de ces fêtes princières, il tombe malade et meurt à Tours au mois de janvier 1616 à l'âge de 45 ans.

## Publications
Outre une édition des œuvres d'Archimède, avec une traduction latine et des notes, Paris, 1615, in-fol., qui a été reproduite en 1646 par le Père Claude Richard, avec des corrections, on a de Rivault :
1. les Etats esquels est discouru du prince, du noble et du tiers état, conformément à notre temps, Lyon, 1595 ou 1596, in-12 de 392 pages[13] ;
2. Discours du point d'honneur, touchant les moyens de le bien connaître et pratiquer, Paris, 1599, in-12 ;
3. Les elemens de l’artillerie concernans tant la theorie que la pratique du canon. 1605, in-8o ; 2e édition, augmentée de L’invention description & demonstration d’une nouvelle artillerie qui ne se charge que d’air ou d’eau pure, & à neantmoins une incroiable force. Plus d’une nouvelle facon de pouldre a canon tres-violente qui se faict d’or, par un excellent & rare artifice non communiqué jusques à present. L’histoire du progrez & des premiers usages des armes à feu tant recentes qu’anciennes, est deduitte en l’avant-propos. Le tout par le sieur de Flurance Rivault, Paris, Adrien Beys, 1608, in-8°, 16-195 p. et 2 dessins[14].
4. Lettre à madame la maréchale de Fervacques, contenant un bref discours du voyage en Hongrie de feu le comte de Laval son fils, ibid., 1607, in-12[15] ;
5. L'art d'embellir tiré du sens de ce Sacré Paradoxe. La Sagesse de la personne, embellit sa face. Estendu en toutte sorte de beauté, & és moyens de faire que le corps retire en effect son embellissement des belles qualitez de l'Ame. Par le Sieur de Flurance Rivault. Paris, Julien Bertault, in 12, 1608[16].
6. Le Dessein, d'une académie et de l'introduction  d'icelle en la cour. Ibid., 1612, in-8 de 26 pages.
7. Leçon faite par Rivault en la première ouverture de l'Académie royale au Louvre le 6 mai 1612, in-8 de 26 pages ;
8. les Préceptes d’Agapetus, mis en français par Louis XIII, et ses leçons ordinaires, in-8 de 23 pages ;
9. Quœdam ex lectionibus regis christianissimi, in-8 de 17 pages ;
10. le Tableau de Cébes[17] ;
11. Remontrance de Basile empereur des Romains pour servir a l'education non seulement des roys, mais encore de tous leurs sujets traduction faite de Grec en François par l'expres commandement de tres auguste & très juste Louis XIII, Roi de France & de Navarre, 1612, in-8o. Paris, Antoine Estienne, 1649 ;
12. Discours faits au roi en forme de catéchèses sur le sujet du quatrième commandement de Dieu, ibid., 1614, in-8 de 115 pages[18];
13. Opera quae extant omnia. Novis demonstrationibus commentarissque illustrata per Davidem Rivaltum a Flurantia. Operum Catalogus sequenti pagina habetur. d'Archimède. Parisiis : Apud Claudium Morellum. 1615[19].

### Source partielle
- « David Rivault de Fleurance », dans Louis-Gabriel Michaud, Biographie universelle ancienne et moderne : histoire par ordre alphabétique de la vie publique et privée de tous les hommes avec la collaboration de plus de 300 savants et littérateurs français ou étrangers, 2e édition, 1843-1865 [détail de l’édition]
- « David Rivault de Fleurance », dans Alphonse-Victor Angot et Ferdinand Gaugain, Dictionnaire historique, topographique et biographique de la Mayenne, Laval, A. Goupil, 1900-1910 [détail des éditions] (BNF 34106789, présentation en ligne), t. III, p. 415-417.